# Sciacalli nell'ombra
Sciacalli nell'ombra (The Prowler) è un film del 1951 diretto da Joseph Losey.

## Trama
Webb Garwood è un poliziotto che, durante una ronda notturna, viene chiamato da Susan Gilvray, moglie di un presentatore radiofonico, la quale ha il sospetto di essere stata spiata dalla finestra. L'uomo si innamora perdutamente della donna e comincia a sedurla. Susan, sola e frustrata, accetta le attenzioni dell'agente ed il poliziotto, all'insaputa dell'amante, progetta la morte del consorte di lei, in modo da ereditarne l'assicurazione e poter cominciare una nuova vita.
Tutto procede secondo i piani: Webb uccide l'uomo e durante il processo viene assolto, spalleggiato dalla testimonianza dell'amante. I due finalmente si sposano ma, quando Susan annuncia a Webb di essere incinta, cominciano i problemi: non potendo giustificare la nascita del bambino prima dell'omicidio, decidono di scappare ed isolarsi nella città fantasma di Calico, sperduta in mezzo al deserto. Qui Susan accusa i problemi della gravidanza e Webb si vede costretto a chiedere l'intervento di un medico, nonostante egli abbia intenzione di evitare il coinvolgimento di terzi per evitare di farsi scoprire.
Sopraggiunto sul luogo, il dottore rapisce il nascituro per portarlo sano e salvo in città, scatenando l'ira di Webb, che lo insegue per le strade deserte con l'intenzione di ucciderlo. Durante la corsa, viene intercettato da una volante della polizia: disperato, Webb cerca di fuggire e, rifiutando di fermarsi, viene ucciso dai poliziotti che lo stavano inseguendo.